# Bundesliga (Austria)
Bundesliga (germană Österreichische Fußball-Bundesliga) este cea mai importantă ligă din sistemul competițional fotbalistic din Austria. În această competiție evoluează 12 echipe. La finalul fiecărui an, echipa de pe ultimul loc retrogradează în Erste Liga. Echipa care devine campioană împreună cu echipa clasată pe locul doi vor juca în turul doi preliminar al UEFA Champions League, iar echipa de pe locul trei joacă în preliminariile UEFA Conference League. Echipele de pe locurile 4 și 5 vor juca baraj intern (semifinală) pentru UEFA Conference League. Câștigătoarea acestui baraj intern va juca finala de baraj intern (tur-retur) cu câștigătoarea din playout (echipa de pe locul 7) pentru preliminarii UEFA Conference League.
În prezent competiția poartă numele 
tipico-Bundesliga din motive de sponsorizare.

## Clasamentul UEFA
Poziția campionatului în clasamentul UEFA pentru sezonul 2019-2020. (poziția precedentă e afișată cursiv) 
- 11  (10)  Süper Lig
- 12  (12)  Bundesliga Austria
- 13  (16)  Superliga Daneză
- 14  (13)  Gambrinus Liga
- 15  (18)  Prima Divizie Cipriotă
- 16  (20)  Prima Ligă Scoțiană

Poziția cluburilor în clasamentul UEFA pentru sezonul 2019–2020. (poziția precedentă e afișată cursiv) 
- 27  (29) FC Red Bull Salzburg
- 69  (64) Rapid Viena
- 119  (171) LASK Linz
- 124  (140) FK Austria Viena
- 175  (170) SK Sturm Graz
- 176  (172) FC Admira Wacker Mödling
- 177  (174) SC Rheindorf Altach
- 174  (175) Wolfsberger AC

## Campioane
| Club                                                                       | Titluri | Vicecampioni | Sezoanele câștigătoare |
| -------------------------------------------------------------------------- | ------- | ------------ | --- |
| Rapid Wien                                                                 | 32      | 29           | 1911–12, 1912–13, 1915–16, 1916–17, 1918–19, 1919–20, 1920–21, 1922–23, 1928–29, 1929–30, 1934–35, 1937–38, 1939–40, 1940–41, 1945–46, 1947–48, 1950–51, 1951–52, 1953–54, 1955–56, 1956–57, 1959–60, 1963–64, 1966–67, 1967–68, 1981–82, 1982–83, 1986–87, 1987–88, 1995–96, 2004–05, 2007–08 |
| Austria Wien                                                               | 24      | 19           | 1923–24, 1925–26, 1948–49, 1949–50, 1952–53, 1960–61, 1961–62, 1962–63, 1968–69, 1969–70, 1975–76, 1977–78, 1978–79, 1979–80, 1980–81, 1983–84, 1984–85, 1985–86, 1990–91, 1991–92, 1992–93, 2002–03, 2005–06, 2012–13                                                                         |
| Red Bull Salzburg 1                                                        | 17      | 8            | 1993–94, 1994–95, 1996–97, 2006–07, 2008–09, 2009–10, 2011–12, 2013–14, 2014–15, 2015–16, 2016–17, 2017–18, 2018–19, 2019–20, 2020–21, 2021–22, 2022–23 |
| Wacker Innsbruck (5) (4) Swarovski Tirol (2) (1) Tirol Innsbruck (3) (–) 2 | 10      | 5            | 1970–71, 1971–72, 1972–73, 1974–75, 1976–77, 1988–89, 1989–90, 1999–00, 2000–01, 2001–02 |
| SK Admira Wien (8) (5) SC Wacker Wien (1) (7) Admira Wacker Wien (–) (1) 3 | 9       | 13           | 1926–27, 1927–28, 1931–32, 1933–34, 1935–36, 1936–37, 1938–39, 1946–47, 1965–66 |
| First Vienna                                                               | 6       | 6            | 1930–31, 1932–33, 1941–42, 1942–43, 1943–44, 1954–55 |
| Sturm Graz                                                                 | 5       | 8            | 1997–98, 1998–99, 2010–11, 2023–24, 2024–25 |
| Wiener SC                                                                  | 3       | 7            | 1921–22, 1957–58, 1958–59 |
| Floridsdorfer AC                                                           | 1       | 3            | 1917–18 |
| Wiener AF                                                                  | 1       | 2            | 1913–14 |
| LASK                                                                       | 1       | 2            | 1964–65 |
| VÖEST Linz                                                                 | 1       | 2            | 1973–74 |
| Grazer AK                                                                  | 1       | 2            | 2003–04 |
| Wiener AC                                                                  | 1       | 1            | 1914–15 |
| Hakoah Vienna                                                              | 1       | 1            | 1924–25 |
| SpC Rudolfshügel                                                           | –       | 1            | – |
| Brigittenauer AC                                                           | –       | 1            | – |
| FC Wien                                                                    | –       | 1            | – |
| SV Ried                                                                    | –       | 1            | – |

Note:
1 Compania Red Bull a cumpărat clubul pe 6 aprilie 2005 și l-a redenumit. Înainte de 2005, echipa era cunoscută ca „SV Austria Salzburg” sau „Casino Salzburg”. De asemenea, au schimbat culorile de la alb-violet la roșu-alb. Alb-violetii au format în cele din urmă un „nou club”, Austria Salzburg.
2 Toate echipele sunt cluburi disparute din Innsbruck, Tirol. Wacker Innsbruck (1915–99), Swarovski Tirol (1986–92) și Tirol Innsbruck (1993–02). Ele sunt considerate a fi continuarea celeilalte, preluând palmaresul echipei anterioare.
3 Admira Wacker Mödling a fost format după fuziunea lui SK Admira Wien și SC Wacker Wien în 1971 SK Admira Wien și SC Wacker Wien, în 1971, sub numele  Wien, fuziunea cu VfB Mödling în 1997 și fuziunea cu SK Schwadorf în 2008. Noua echipă joacă în Mödling.
* Cifrele din paranteză indică titlurile și locurile 2 obținute de fiecare echipă.

## Galerie

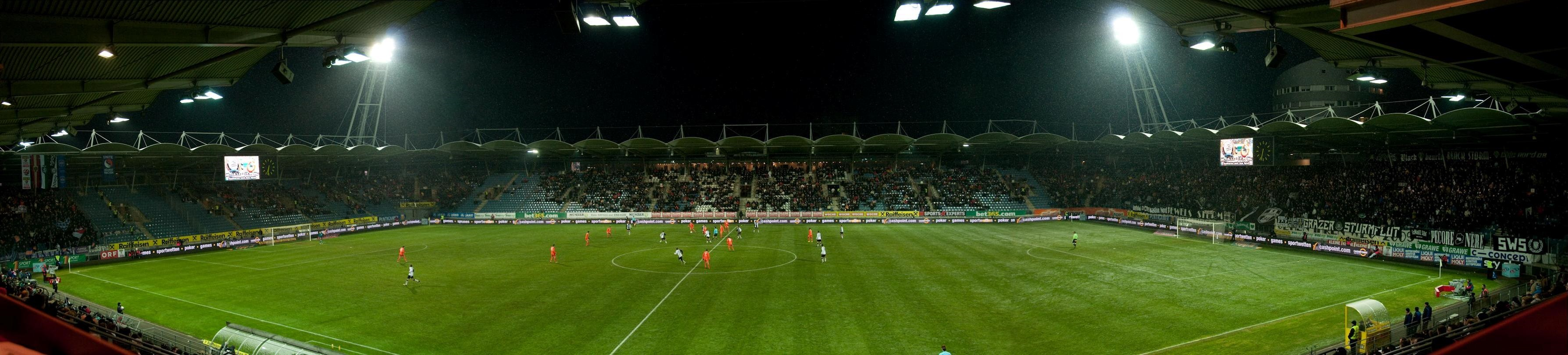
UPC-Arena, SK Sturm Graz

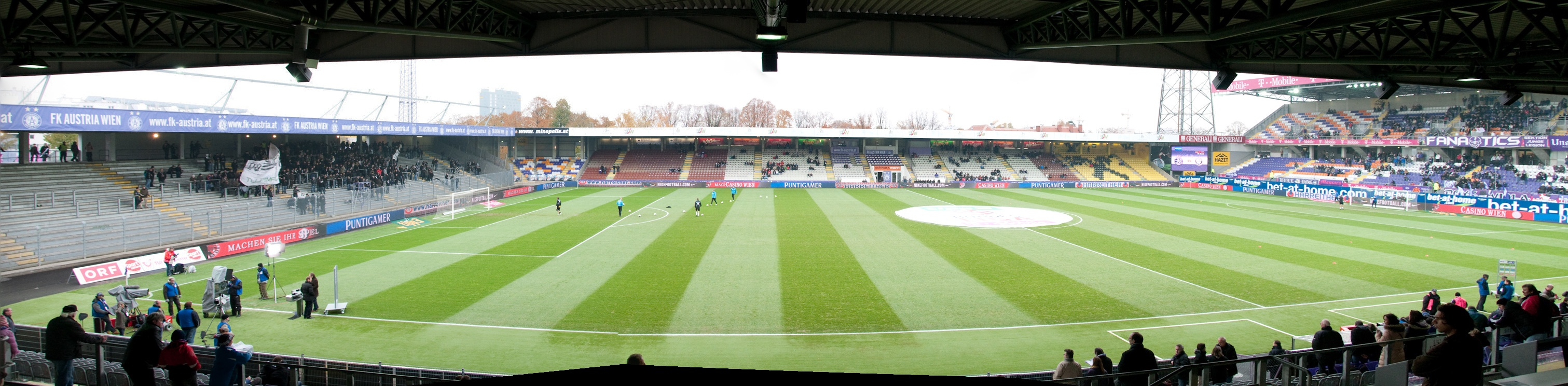
Generali Arena, FK Austria Viena

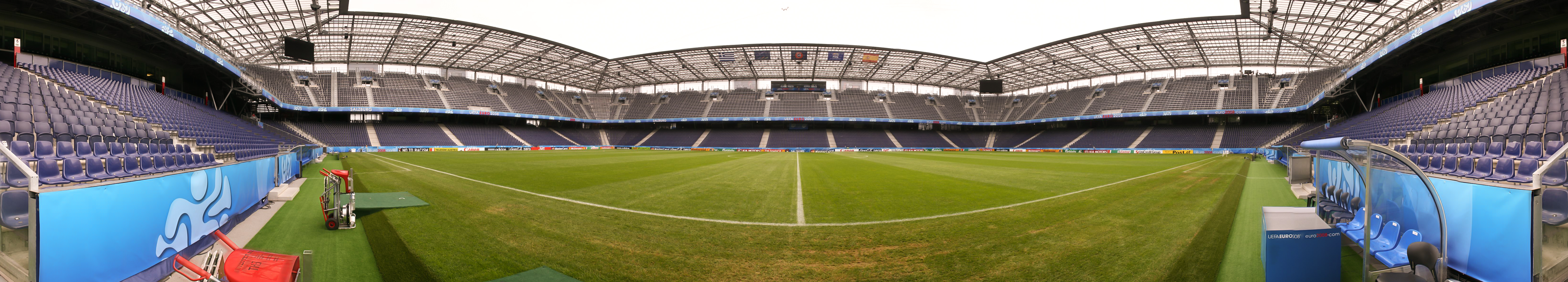
Red Bull Arena, Red Bull Salzburg

### Performanțe pe orașe
| Regiune            | Oraș      | Titluri | Cluburi |
| ------------------ | --------- | ------- | --- |
| Vienna             | Vienna    | 69      | Rapid Wien (32), Austria Wien (24), First Vienna (6), Wiener SK (3), Floridsdorfer AC (1), Wiener AF (1), Wiener AC (1), Hakoah Vienna (1) |
| Salzburg           | Salzburg  | 17      | Red Bull Salzburg (17) |
| Tirol              | Innsbruck | 10      | Wacker Innsbruck (5), Swarovski Tirol (2), Tirol Innsbruck (3)                                                                             |
| Austria Inferioară | Mödling   | 9       | Admira Wacker (9) |
| Stiria             | Graz      | 4       | Sturm Graz (3), Grazer AK (1) |
| Austria Superioară | Linz      | 2       | VÖEST Linz (1), LASK Linz (1) |

## Performanțe în cupele europene

### Cele mai mari realizări

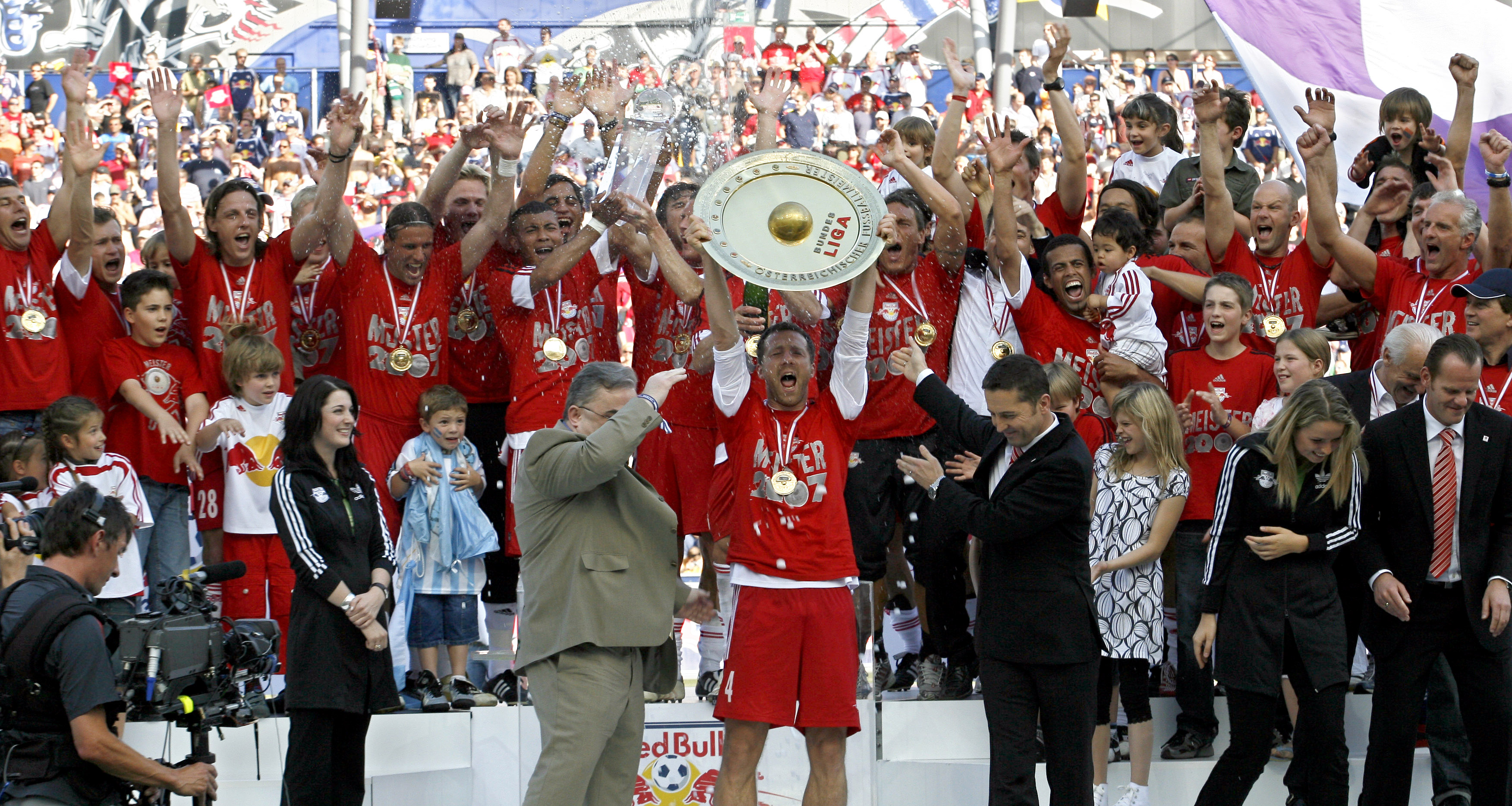
FC Salzburg (2007)

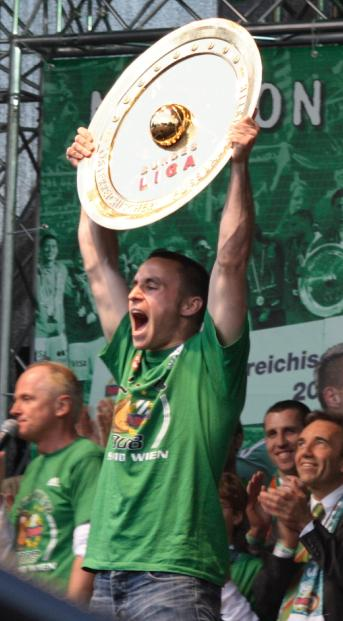
Steffen Hofmann celebrând câștigarea campionatului cu Rapid Wien în 2008

| Club Sportiv      | Cupa Campionilor Europeni / Liga Campionilor | Cupa Campionilor Europeni / Liga Campionilor | Cupa Orașelor Târguri / Cupa UEFA / Europa League | Cupa Orașelor Târguri / Cupa UEFA / Europa League | Cupa Orașelor Târguri / Cupa UEFA / Europa League | Cupa Orașelor Târguri / Cupa UEFA / Europa League | Cupa Cupelor UEFA | Cupa Cupelor UEFA | Cupa Cupelor UEFA | Cupa UEFA Intertoto | Cupa UEFA Intertoto |
| Semifinala        | Sferturi                                     | Finala                                       | Semifinala                                        | Sferturi                                          | Optimi                                            | Finala                                            | Semifinala        | Sferturi          | Campioni          | Finala              |                     |
| ----------------- | -------------------------------------------- | -------------------------------------------- | ------------------------------------------------- | ------------------------------------------------- | ------------------------------------------------- | ------------------------------------------------- | ----------------- | ----------------- | ----------------- | ------------------- | ------------------- |
| Rapid Viena       | 1961                                         | 1956, 1969, 1984                             | -                                                 | -                                                 | -                                                 | 1972, 1982, 1990, 1998                            | 1985, 1996        | -                 | 1967, 1986        | 2007                | -                   |
| Austria Viena     | 1979                                         | 1985                                         | -                                                 | -                                                 | 1984, 2005                                        | -                                                 | 1978              | 1983              | 1961              | -                   | -                   |
| Wiener Sport-Club | -                                            | 1959, 1960                                   | -                                                 | -                                                 | -                                                 | -                                                 | -                 | -                 | -                 | -                   | -                   |
| Wacker Innsburck  | -                                            | 1978                                         | -                                                 | -                                                 | -                                                 | -                                                 | -                 | -                 | -                 | -                   | -                   |
| Red Bull Salzburg | -                                            | -                                            | 1994                                              | 2018                                              | -                                                 | 2014, 2019                                        | -                 | -                 | -                 | -                   | 1998                |
| Tirol Innsbruck   | -                                            | -                                            | -                                                 | 1987                                              | -                                                 | 1992                                              | -                 | -                 | -                 | -                   | 1995                |
| Sturm Graz        | -                                            | -                                            | -                                                 | -                                                 | 1984                                              | -                                                 | -                 | -                 | 1976              | 2008                | -                   |
| Admira Wacker     | -                                            | -                                            | -                                                 | -                                                 | -                                                 | 1991, 1995                                        | -                 | -                 | 1990              | -                   | -                   |
| SV Ried           | -                                            | -                                            | -                                                 | -                                                 | -                                                 | -                                                 | -                 | -                 | -                 | 2006                | -                   |
| ASKÖ Pasching     | -                                            | -                                            | -                                                 | -                                                 | -                                                 | -                                                 | -                 | -                 | -                 | -                   | 2003                |

## Vezi și
- Lista câștigătorilor campionatului Austriei la fotbal
- Cupa Austriei
- Supercupa Austriei